# Силілени
Силілени (англ. silylenes) — силільні аналоги карбенів R2Si: — незаряджені двокоординаційні сполуки силіцію, в яких він ковалентно зв'язаний з двома замісниками i має два незв'язаних електрони, що можуть знаходитись на одній орбіталі, будучи спареними (синглетні силілени), або ж на різних, проявляючи бірадикальний характер (триплетні силілени).